# (221) Eos
(221) Eos ist ein Asteroid des äußeren Hauptgürtels, der am 18. Januar 1882 vom österreichischen Astronomen Johann Palisa an der Universitätssternwarte Wien entdeckt wurde.
Der Asteroid wurde benannt nach Eos, der griechischen Göttin der Morgenröte. Die Benennung erfolgte durch Hofrat Adolph Aloys von Braun (1818–1904) in Wien. Der Wiener Astronomische Kalender für 1885, S. 88 gab als Begründung für diese Wahl an: „… eine sehr sinnige Anspielung, um der Hoffnung Ausdruck zu geben, dass mit der Vollendung der neuen Sternwarte die Morgenröte einer Zeit für die Astronomie in Österreich angebrochen sei.“

## Wissenschaftliche Auswertung
Mit Daten radiometrischer Beobachtungen im Infraroten mit der Infrared Telescope Facility (IRTF) am Mauna-Kea-Observatorium auf Hawaiʻi vom Dezember 1980 wurden für (221) Eos erstmals Werte für den Durchmesser und die Albedo von 105 km und 0,11 bestimmt. Aus Ergebnissen der IRAS Minor Planet Survey (IMPS) wurden 1992 Angaben zu Durchmesser und Albedo für zahlreiche Asteroiden abgeleitet, darunter auch (221) Eos, für die damals Werte von 103,9 km bzw. 0,14 erhalten wurden. Eine Auswertung von Beobachtungen durch das Projekt NEOWISE im nahen Infrarot führte 2011 zu vorläufigen Werten für den Durchmesser und die Albedo im sichtbaren Bereich von 95,8 km bzw. 0,16. Nachdem die Werte nach neuen Messungen mit NEOWISE 2012 auf 95,5 km bzw. 0,17 geändert worden waren, wurden sie 2014 auf 91,2 km bzw. 0,18 korrigiert. Nach der Reaktivierung von NEOWISE im Jahr 2013 und Registrierung neuer Daten wurden die Werte 2016 angegeben mit 87,1 oder 94,9 km bzw. 0,14 oder 0,15, diese Angaben beinhalten aber hohe Unsicherheiten.
Photometrische Messungen des Asteroiden erfolgten erstmals vom 27. Juli bis 1. August 1978 am Table Mountain Observatory in Kalifornien. Aus der aufgezeichneten Lichtkurve wurde eine Rotationsperiode von 10,45 h abgeleitet. Dieser Wert konnte durch weitere Beobachtungen vom 13. November bis 18. Dezember 1979 am gleichen Ort noch auf 10,436 h verbessert werden. Die am 8. und 9. Mai 2003 an der Außenstelle Tschuhujiw des Charkiw-Observatoriums in der Ukraine und am Krim-Observatorium in Simejis durchgeführten photometrischen Messungen passten ebenfalls zu der zuvor bestimmten Rotationsperiode. Aus allen vorliegenden Daten konnten zwei alternative Lösungen für die Position der Rotationsachse (eine für prograde und eine für retrograde Rotation) sowie die Achsenverhältnisse eines dreiachsig-ellipsoidischen Modells des Asteroiden bestimmt werden.
Neue Messungen erfolgten wieder vom 23. Januar bis 4. März 2013 am Organ Mesa Observatory in New Mexico. Sie wurden zu einer Rotationsperiode von 10,443 h ausgewertet, wobei die doppelte Periode ausgeschlossen werden konnte. Eine Auswertung von 27 archivierten Lichtkurven aus dem Zeitraum 1978 bis 2014 ermöglichte 2018 erstmals die Berechnung eines dreidimensionalen Gestaltmodells für zwei alternative Positionen der Rotationsachse mit retrograder Rotation und einer Periode von 10,42213 h.
Abschätzungen von Masse und Dichte für den Asteroiden (221) Eos aufgrund von gravitativen Beeinflussungen auf Testkörper hatten in einer Untersuchung von 2012 zu als unrealistisch bewerteten Ergebnissen geführt.

## Eos-Familie
(221) Eos ist namensgebendes und größtes Mitglied einer Asteroidenfamilie mit ähnlichen Bahneigenschaften, wie eine Große Halbachse von 2,96–3,15 AE, eine Exzentrizität von 0,03–0,11 und eine Bahnneigung von 8,8°–11,1°. Taxonomisch handelt es sich um Asteroiden der Spektralklasse L, X und C, die mittlere Albedo liegt bei 0,15. Die Eos-Familie ist eine der ersten drei durch den japanischen Astronomen Kiyotsugu Hirayama 1918 beschriebenen Asteroidenfamilien. Sie ist auch eine der größten, denn ihr wurden im Jahr 2019 über 13.000 Mitglieder zugerechnet, ihr Alter wurde auf 1,47 ± 0,22 Mrd. Jahre geschätzt.